# Any Bullet Will Do
Pour plus de détails, voir Fiche technique et Distribution.
Any Bullet Will Do (litt. N'importe quelle balle suffira) est un western américain sorti en 2018, réalisé par Justin Lee.

## Synopsis
En 1876 au Montana, Hollis Ransom, chasseur de primes, traque son propre frère, Everett, à travers la région Big Sky du Montana avec l'aide d'une jeune femme trappeur. La raison de cette traque est qu'avant la guerre de Sécession, Everett avait fait lyncher l'amour de jeunesse de Hollis, parce qu'elle était une esclave noire et qu'il ne pouvait consentir à leur union.

## Fiche technique
- Réalisation : Justin Lee
- Scénario : Justin Lee
- Production : Jenny Curtis, Justin Lee, Kevin Makely pour Papa Octopus Productions et Golden Summit Productions
- Musique : Jared Forman
- Photographie : Will Turner
- Format d'image : couleur
- Montage : Michael Tang
- Durée : 110 min
- Pays de production :  États-Unis
- Date de sortie : 
  - États-Unis : 4 septembre 2018[2]

## Distribution
- Kevin Makely : Hollis Ransom
- Bruce Davison : Jonathan Carrington
- Jenny Curtis : Rose Gage
- Meg Foster : Ma Whitman
- Todd A. Robinson : Everett Ransom
- Mark Ryan : Bill Gage
- Bob Olin : sergent de la guerre de sécession
- Sean Cook : Lonnie Hamer
- Randy Ryan : Karl Steadman
- Ian Gary : Jesse
- Brea Bee : Nina Toll
- Jonathan McClintic : barman
- Kåius Härrisøn (sous le pseudo de K. Harrison Sweeney) : Buckshot Tommy
- Yuri Lowenthal : Pickett Rowe
- Ron Chevalier : Josiah Briggs
- Matthew Bamberg-Johnson : Pete
- Jerry L. Buxbaum : Yoke
- Shaleya Anderson : Adeline

## Lieux de tournage
Le film a été tourné dans le Montana, à Nevada City, Montana et Virginia City, Montana, ainsi que dans l'Oregon et le Wyoming.